# Green Park

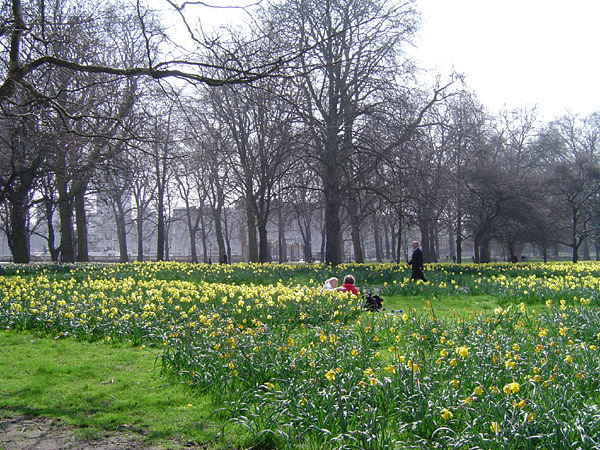
Green park

Green Park je jeden z královských parků v Londýně. Rozprostírá se na ploše 0,25 km².
Původně to byl bažinatý hřbitov pro malomocné z blízké nemocnice Saint James's. Poprvé byl ohrazen jako park v 17. století Jindřichem VIII. Karel II. Stuart ho v roce 1668 prohlásil královským parkem.
Park se nachází mezi londýnským Hyde Parkem a St. James's Parkem. Spolu s Kensingtonskými zahradami a zahradami u Buckinghamského paláce vytvářejí tyto parky téměř nepřerušený pás zeleně zasahující od Whitehallu až po Notting Hill.
Na rozdíl od okolních parků, nejsou v Green parku žádná jezera ani sochy nebo fontány (s výjimkou Canada Memorial) ale je tvořen téměř výhradně ze zalesněných luk.
Hranice parku tvoří na jihu Constitution Hill, na východě pěší Queen's Walk a na severu Piccadilly. Na jih od parku vede ulice Mall. Budovy St James's Palace a Clarence House se nacházejí na východě.
Poblíž severní části Queen's Walk na Piccadilly je stanice metra – Green Park.

## Další informace
Přes Green Park vede stezka Diana, Princess of Wales Memorial Walk.